# Rue Mokhovaïa (Saint-Pétersbourg)
Pour les articles homonymes, voir Rue Mokhovaïa.

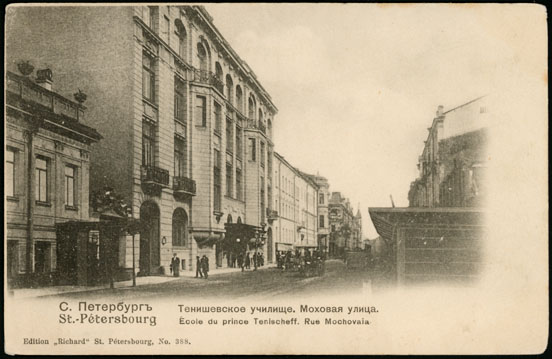
Vue de la rue vers 1910 avec l'école Tenichev

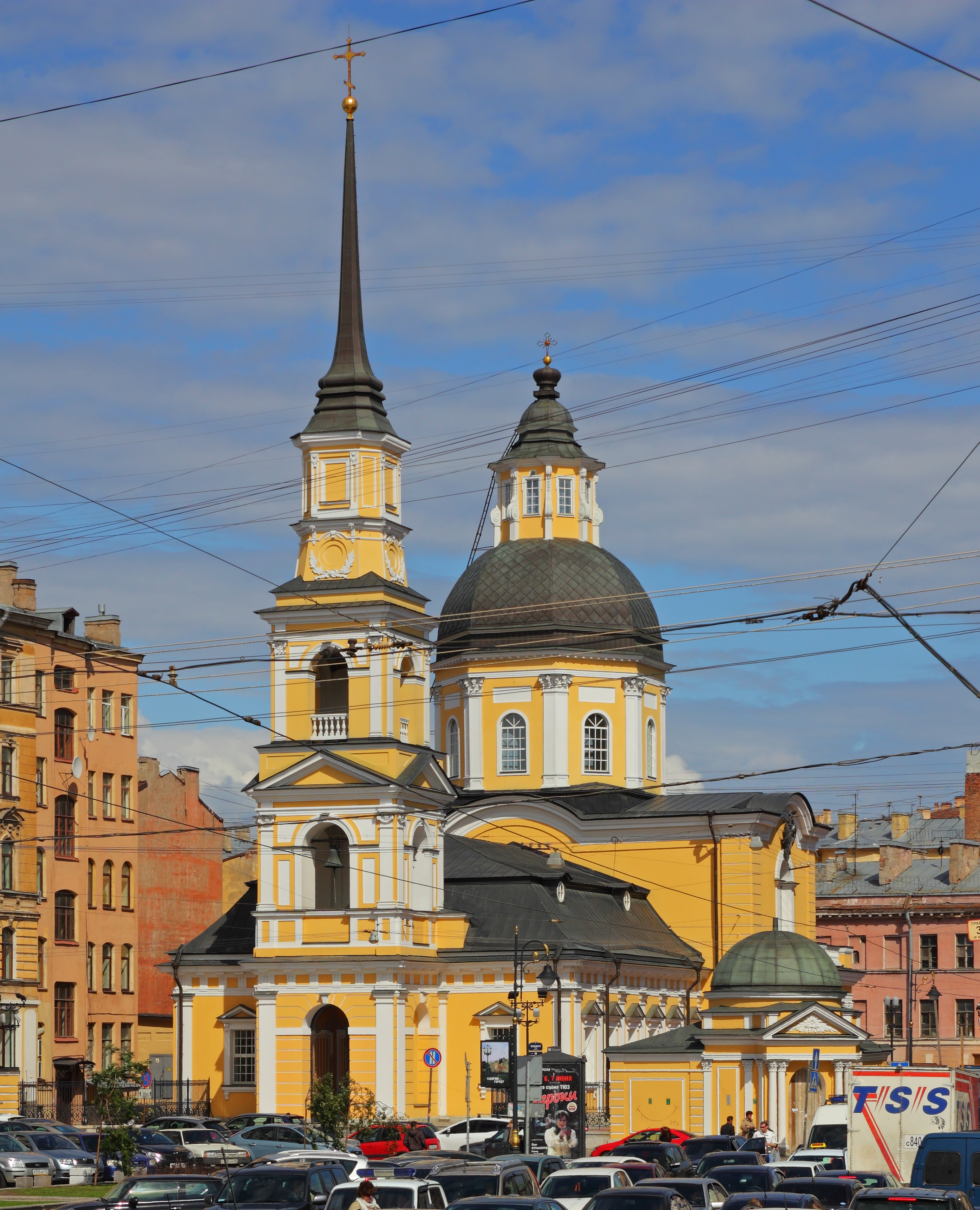
Vue de l'église Saint-Siméon-et-Sainte-Anne

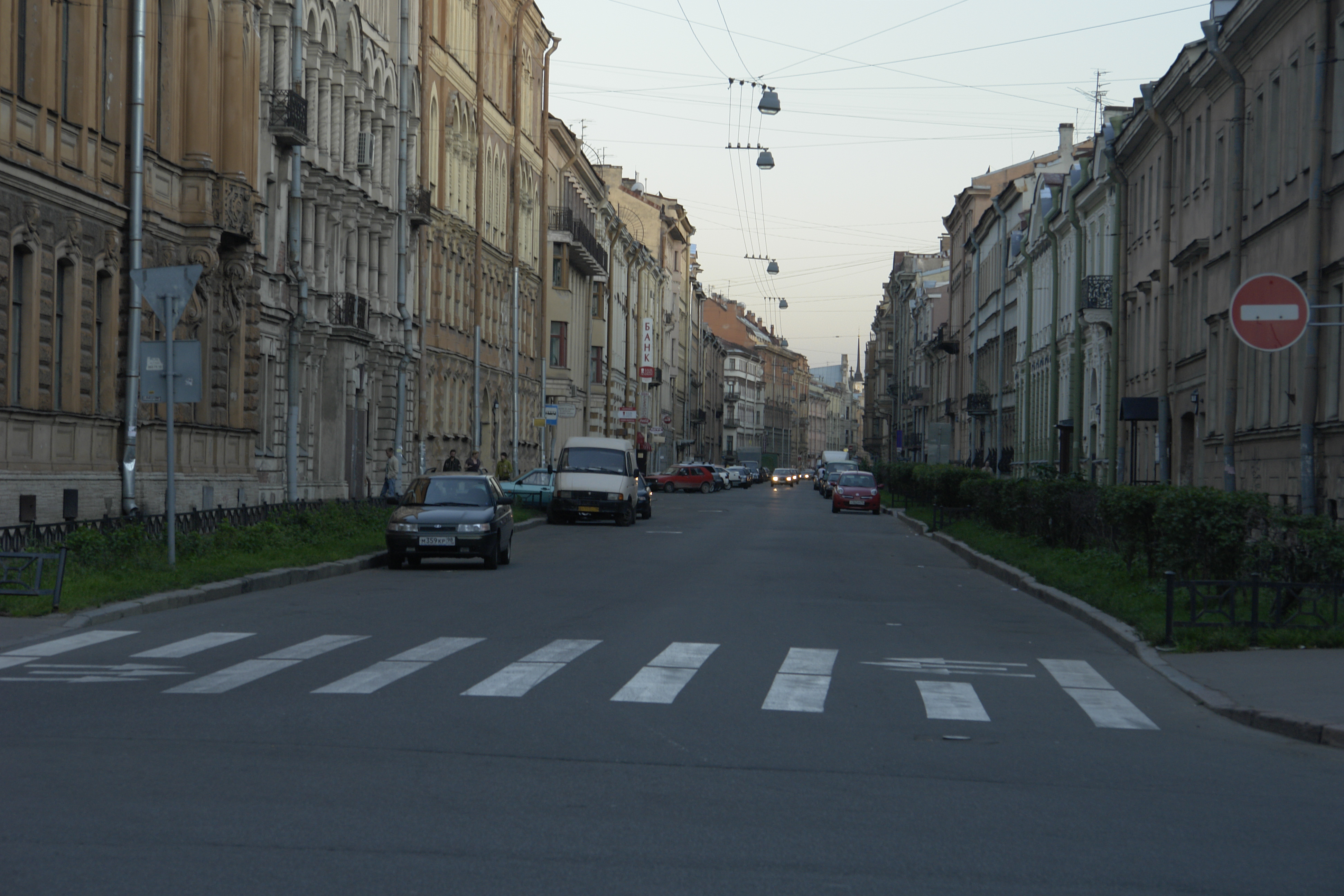
Vue de la rue Mokhovaïa à partir de la rue Tchaïkovski

La rue Mokhovaïa (en russe : Моховая улица) est une voie de Saint-Pétersbourg en Russie.

## Situation et accès
Cette rue du centre historique, s'étend de la rue Tchaïkovski (anciennement rue Saint-Serge) jusqu'à la rue Biélinski.

## Historique
Un chemin est tracé vers 1720 dans une zone marécageuse qui devient une rue en 1757 qui prit le nom de « rue Khamovaïa ». Mikhaïl Zemtsov construit l'église Saint-Siméon-et-Sainte-Anne en 1731-1734 au N°46 et une chapelle est construite en 1869-1879 à l'angle de la rue Biélinski. Elle devient une rue aristocratique au tournant du XVIIIe siècle et du XIXe siècle.
En 1820 la « rue Khamovaïa » prend le nom de « rue Mokhovaïa ».

## Bâtiments remarquables et lieux de mémoire
- N°3 Ancien hôtel particulier de Mikhaïl Oustinov, construit en 1855 et reconstruit en 1876, où Ivan Gontcharov loua un appartement de longues années et où il mourut.
- N°4 Ancien hôtel particulier du négociant Ehrenberg, construit en 1866-1867 par Nikolaï Brioullov
- N°5 Ancien hôtel particulier de la princesse Sophie Chtcherbatova, construit en 1853
- N°6 Ancien hôtel particulier de la famille Troïtski, construit en 1869
- N°9 Ancien hôtel particulier du général Beriguine (1807-1891), membre du Conseil d'Empire, construit en 1873
- N°10 Ancien hôtel particulier du comte Chouvalov, construit en 1885
- N°14 Immeuble construit par Johann Friedrich Lidval (1870-1945) en 1905
- N°15 Ancien hôtel particulier du marchand Touranov, construit en 1862
- N°16 Ancien hôtel particulier de l'architecte Eduard Schmidt, construit par lui-même en 1857-1858, surélevé en 1911 pour en faire un immeuble de rapport
- N°18 Maison ayant appartenu à Jules Benois qui fait construire une nouvelle aile dans la cour, près des écuries.
- N°20 Ancien hôtel particulier de la comtesse Alexandra von Lamsdorff, construit en 1852, où se trouve aujourd'hui la rédaction de la revue Zvezda (l'Étoile)
- N°26 Immeuble où vécut Vladimir Stassov
- N°30 Immeuble où vécut à partir de 1843 Alexandre Dargomyjski et où il rendit l'âme
- N°31 Immeuble où vécut Ivan Goremykine dans les années 1910
- N°33-35 Ancienne école de commerce Tenichev, construite en 1900 par Richard Bersen et commandée par le prince Viatcheslav Tenichev (1844-1903). Ossip Mandelstam et Vladimir Nabokov y étudièrent. Il abrite depuis les années 1960 un institut d'enseignement théâtral. L'Alliance française y donnait des conférences, notamment sur le théâtre et la littérature française, dans les années 1910. L'une d'elles fut donnée en présence d'Émile Verhaeren[1].
- N°36 Ancien palais des Stroganov, construit en 1902-1903 par Eugen Bach. Gorki y fit installer en 1919 la maison d'éditions Littérature internationale (Vsiemirnaïa literatoura). il abrite aujourd'hui l' École d'enseignement musical Moussorgski.
- N°39 Fiodor Tiouttchev y a loué un appartement en 1848-1849 et l'écrivain Evgueni Schwartz (1896-1958) y a habité dans les années 1920-1930
- N°40 Institut polytechnique
- N°41 Maison où vécut le prince Piotr Viazemski de 1828 à 1832 et la famille Karamzine
- N°42 Immeuble de rapport construit par Vassili Morgan en 1842
- N°45 Immeuble où le jeune étudiant Stolypine loua une chambre en 1883-1884